# Semienawi Kayih Bahri
Semienawi Kayih Bahri (ዞባ ሰሜናዊ ቀይሕ ባሕሪ, auch Semenawi Keyih Bahri geschrieben, arabisch منطقة البحر الأحمر الشمالية, italienisch Regione del Mar Rosso Settentrionale; deutsch Nördliche Region des Roten Meeres) ist eine Region (Zoba) Eritreas mit 617.000 Einwohnern.
Hauptort der Region ist die Hafenstadt Massaua.

## Verwaltungsgliederung
Die Region wird in neun Subregionen (Distrike, sub-zones) gegliedert:
1. Subregion Afabet
2. Subregion Dahlak
3. Subregion Ghelalo
4. Subregion Foro
5. Subregion Ghinda
6. Subregion Karura
7. Subregion Massawa
8. Subregion Nakfa
9. Subregion She'eb

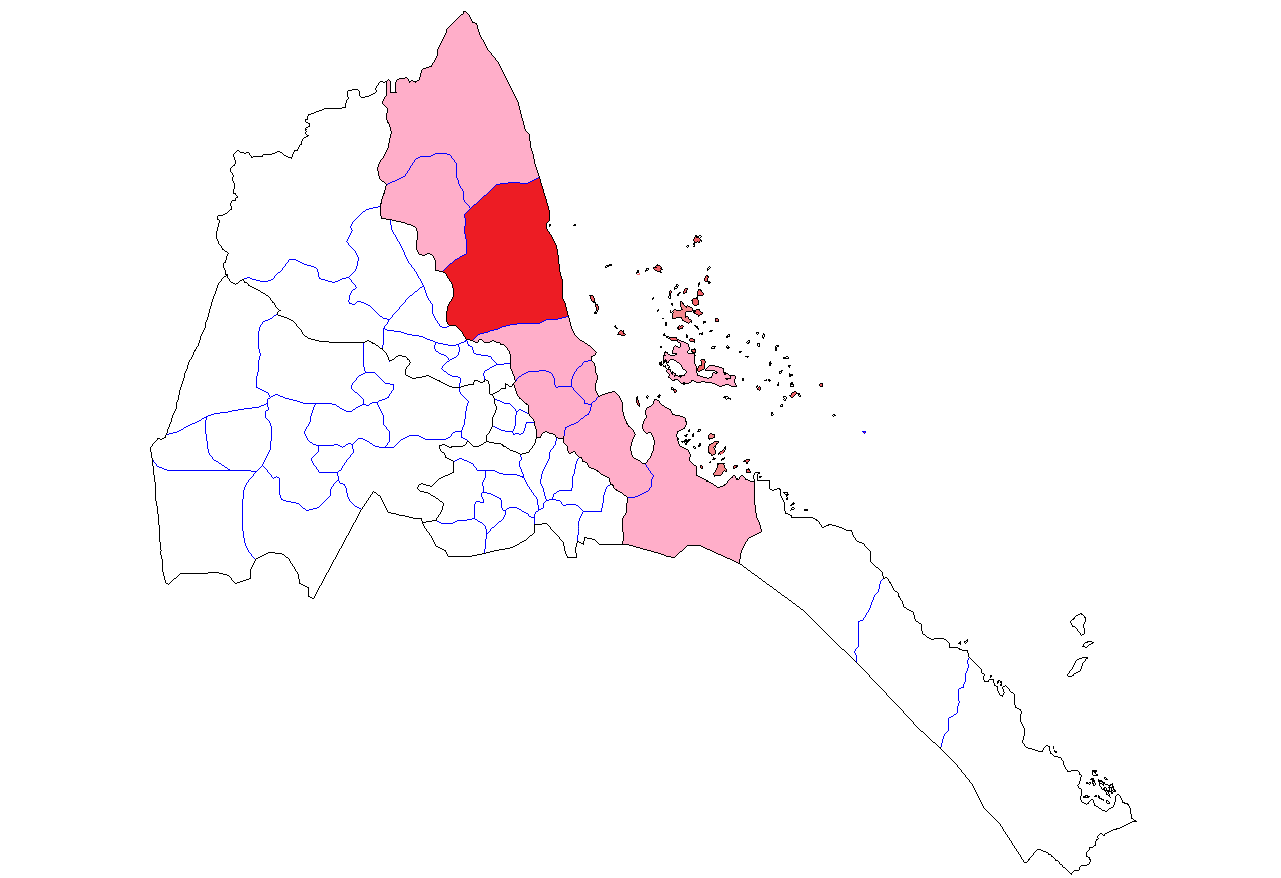
Subregion Afabet (Hauptort Afabet)
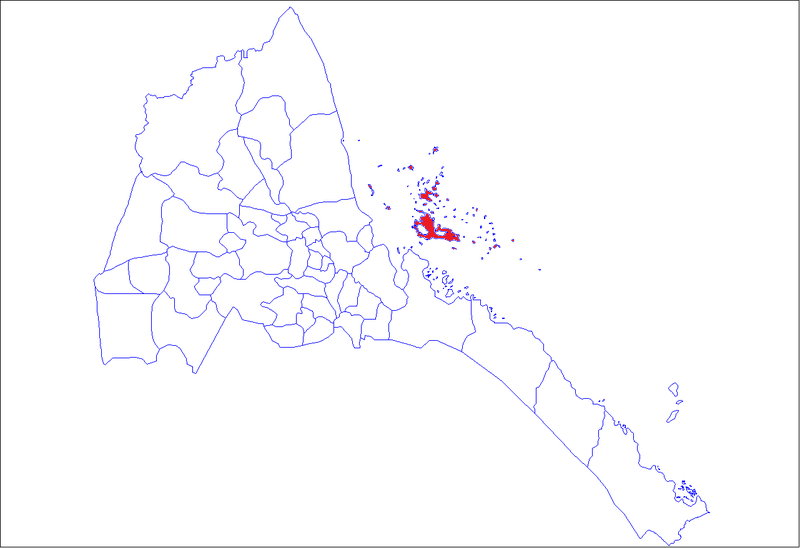
Subregion Dahlak (Hauptort Jimhil)
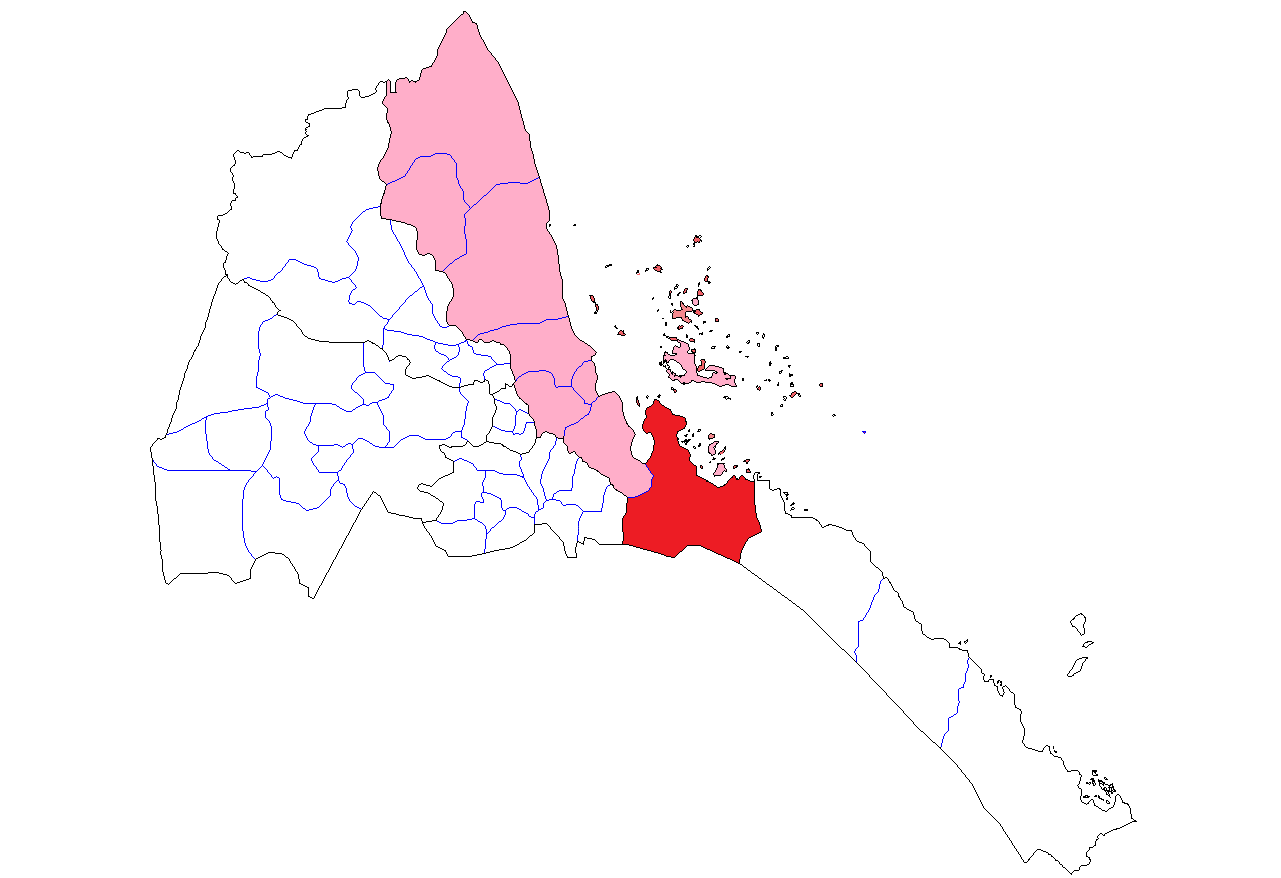
Subregion Ghelalo (Hauptort Ghelalo)
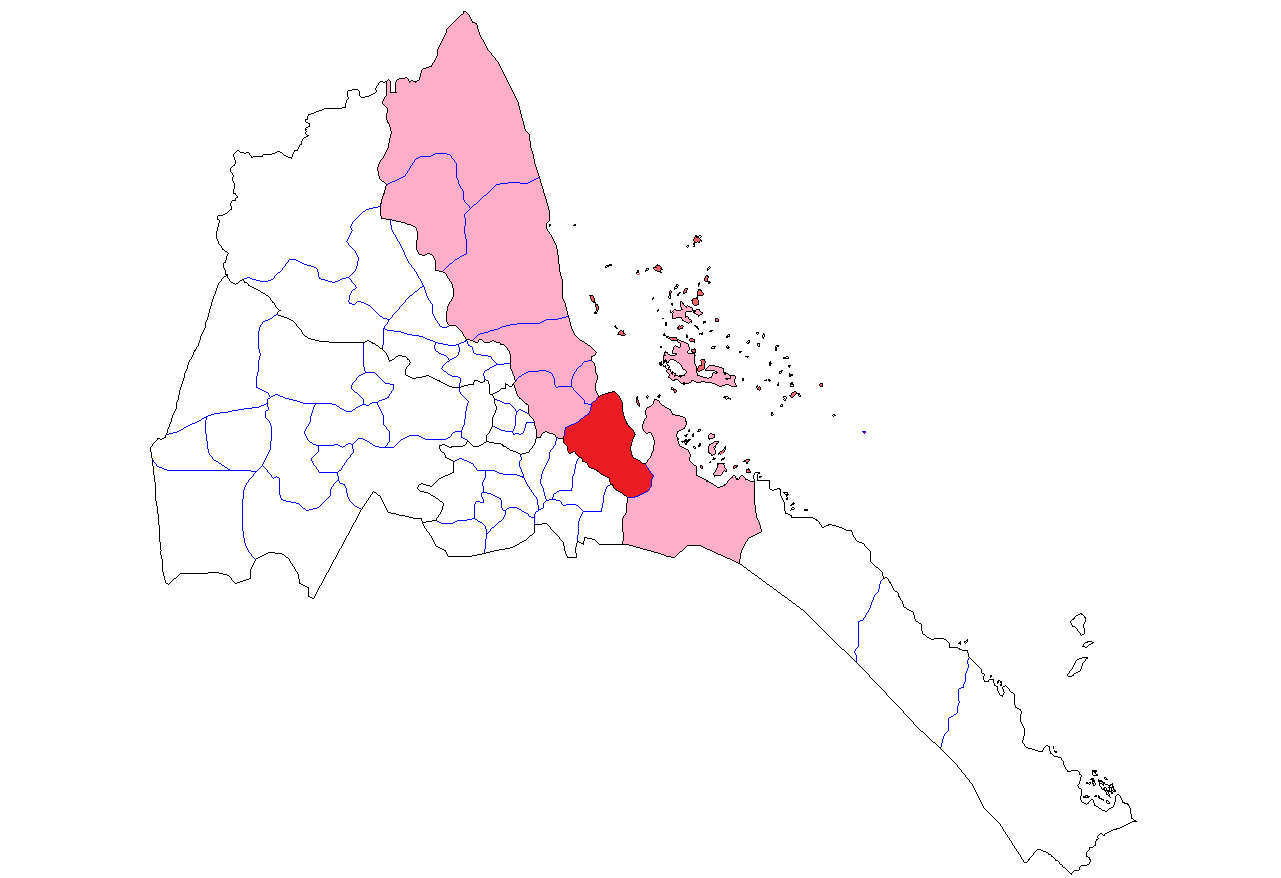
Subregion Foro (Hauptort Foro)
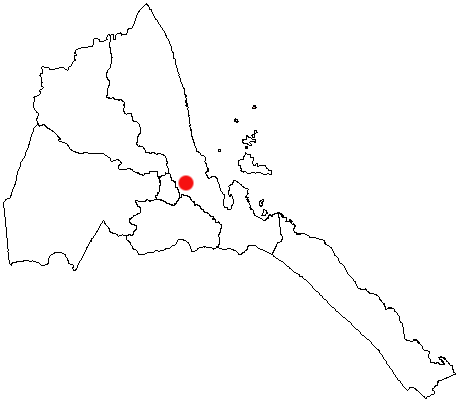
Der Hauptort Ghinda der Subregion Ghindai
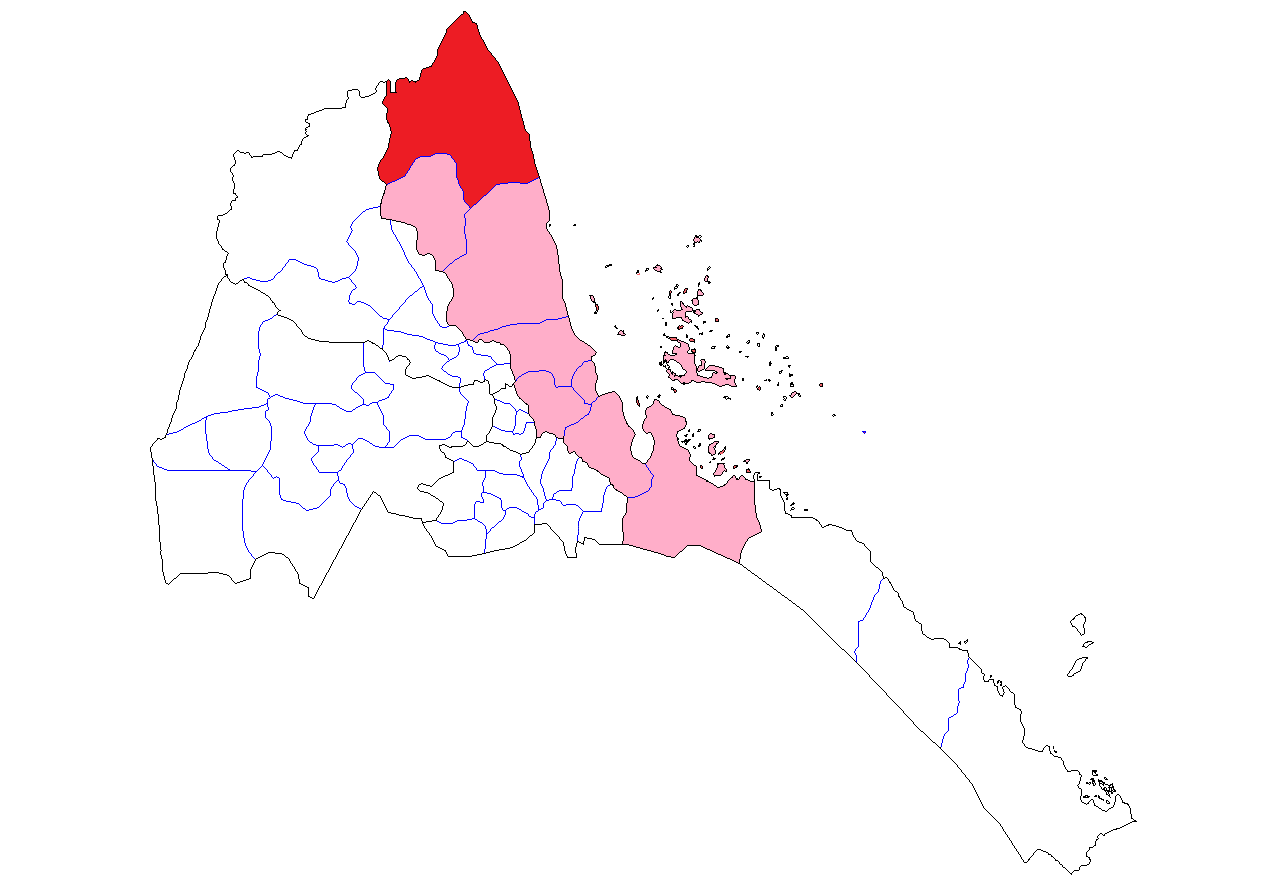
Subregion Karura (Hauptort Emahmime)
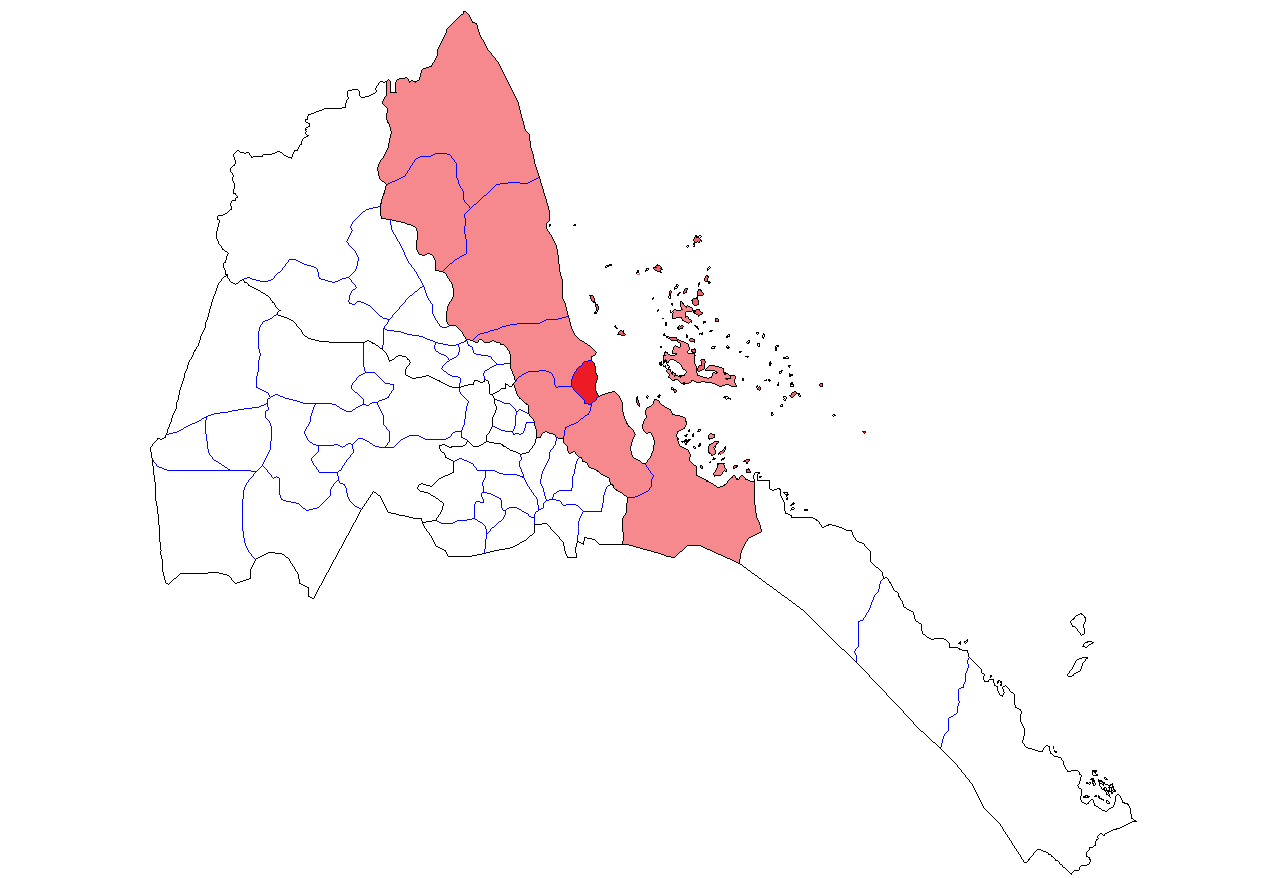
Subregion Massawa (Hauptort Massaua)
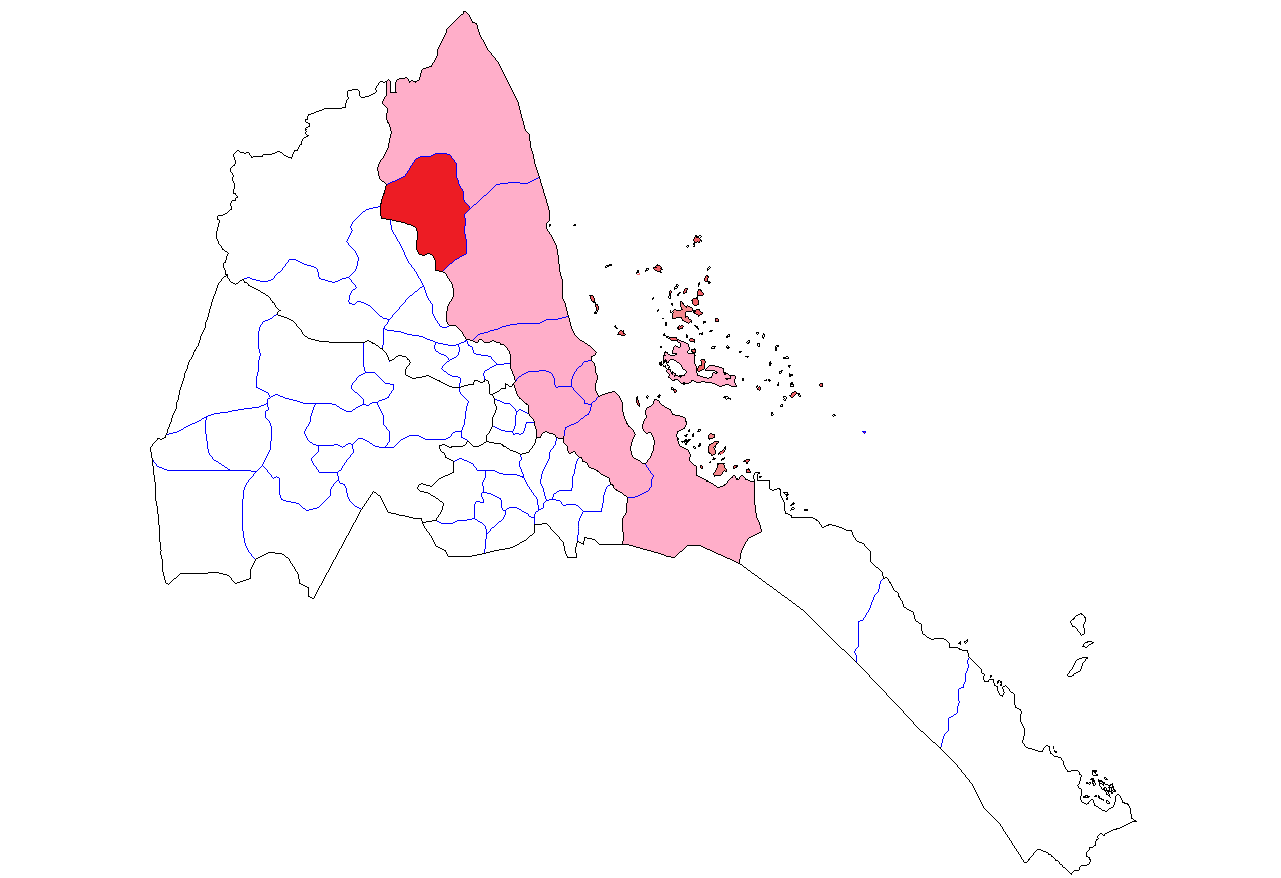
Subregion Nakfa (Hauptort Nakfa)
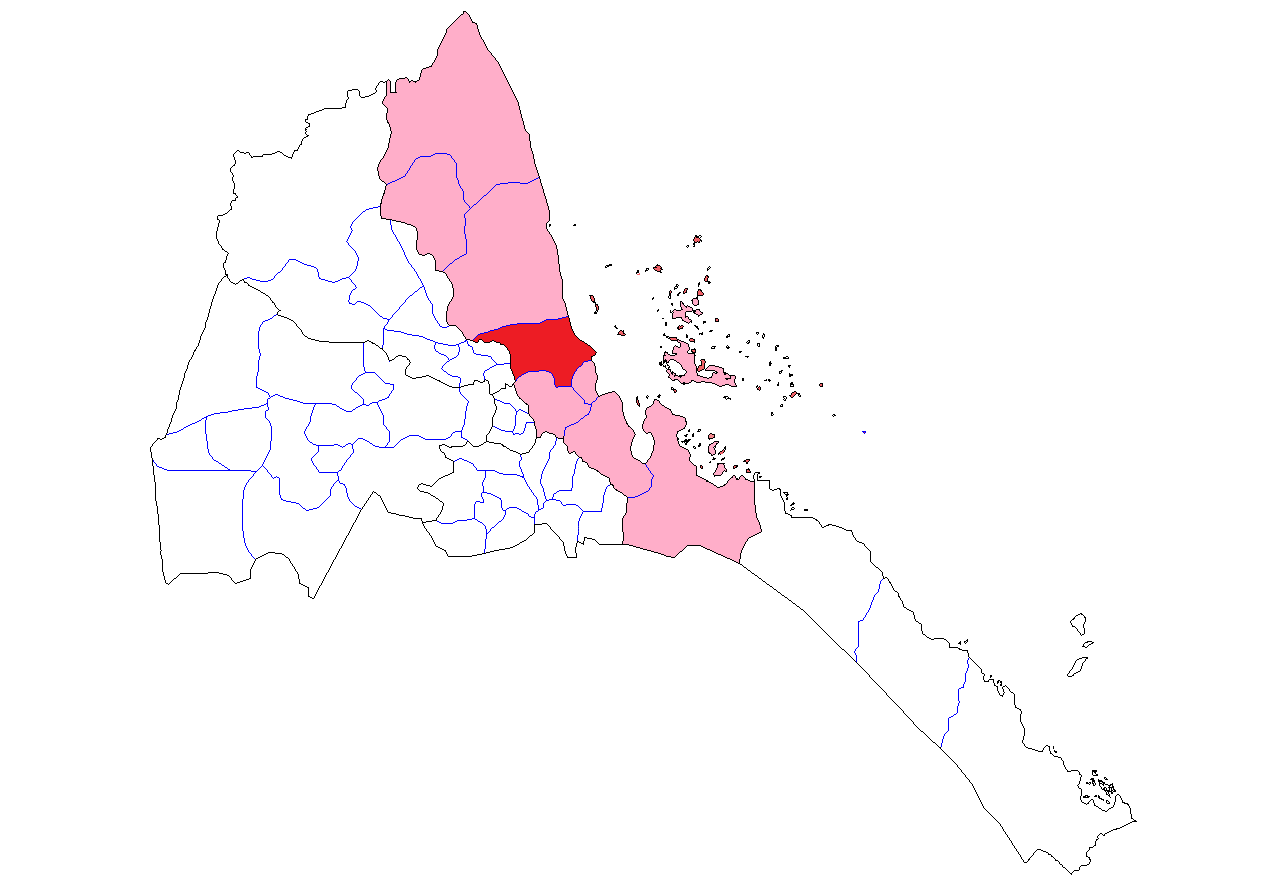
Subregion She'eb (Hauptort She'eb)

## Bevölkerung
Die Bevölkerung von Semienawi Keyih Bahri gehört hauptsächlich den Ethnien der Rashaida, Tigre, Saho und Afar (Danakil) an.

## Geographie
Die Region umfasst den nördlichen Teil der Küste des Landes am Roten Meer und hat eine Fläche von rund 27.800 km², wozu auch der Dahlak-Archipel gehört. Im Nordwesten grenzt sie an den Sudan.
Weitere Städte und Ortschaften neben Massaua sind Nakfa, Afabet, Ghinda, Karura, Zula, Filfil und Emahmime.